# Lokomotiva

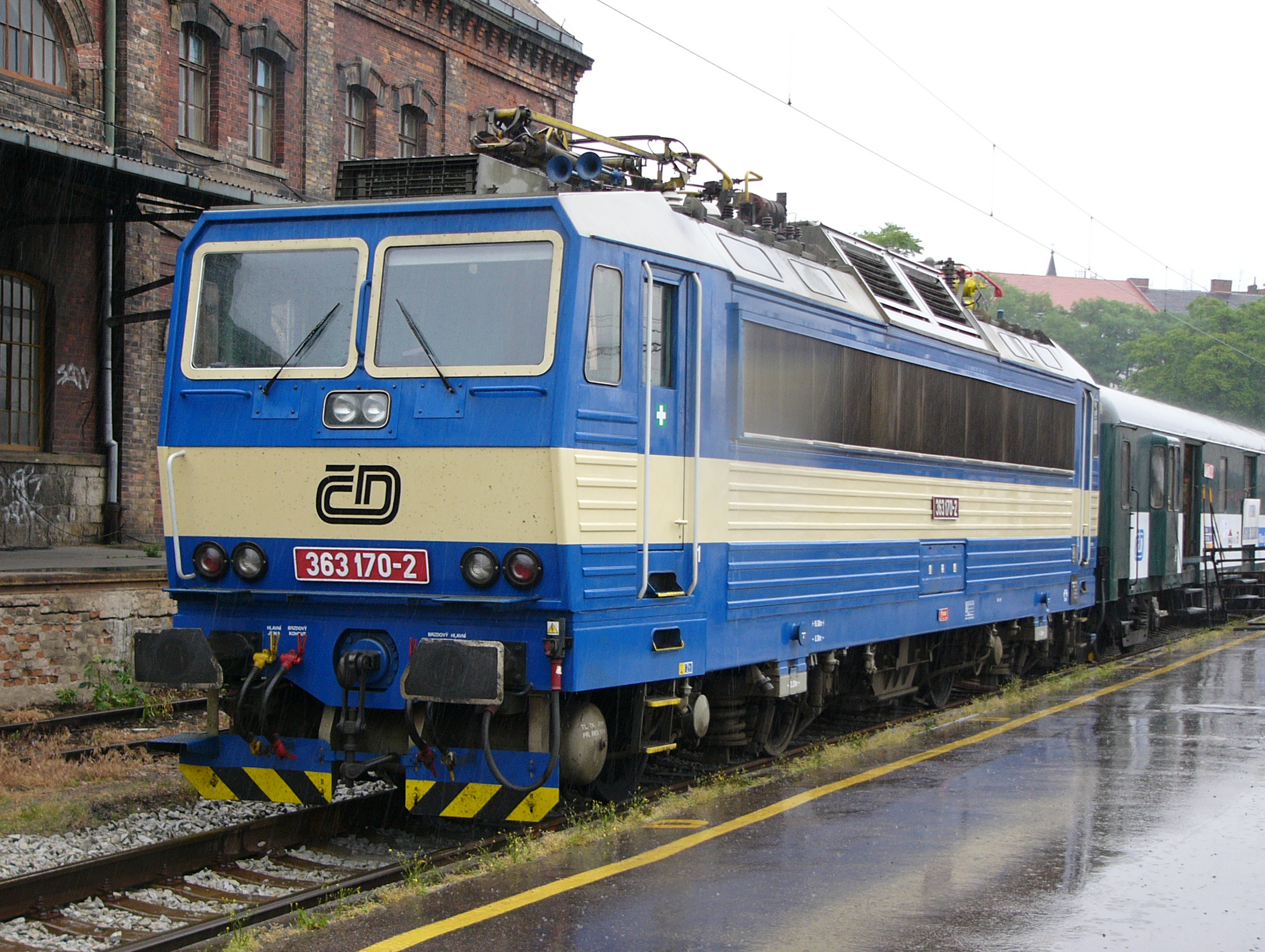
Dvousystémová lokomotiva řady 363 (363.170-2 v Brně dne 4. června 2005).

Lokomotiva (z angl. locomotive a lat. loco motiva, pohybující z místa) je samostatné hnací čili trakční kolejové vozidlo, určené pro pojezd (pohyb) a posun vlaků neboli souprav složených z železničních vozů či jiných kolejových vozidel.
Lokomotivy se dělí podle druhu trakce (parní, elektrické, motorové atd.) a podle hlavního určení (rychlíkové, nákladní, posunovací a pod.). Mezi hlavní charakteristiky lokomotivy patří rozchod kolejí, maximální rychlost, adhezní hmotnost, tah a uspořádání podvozku.

## Rozdělení lokomotiv

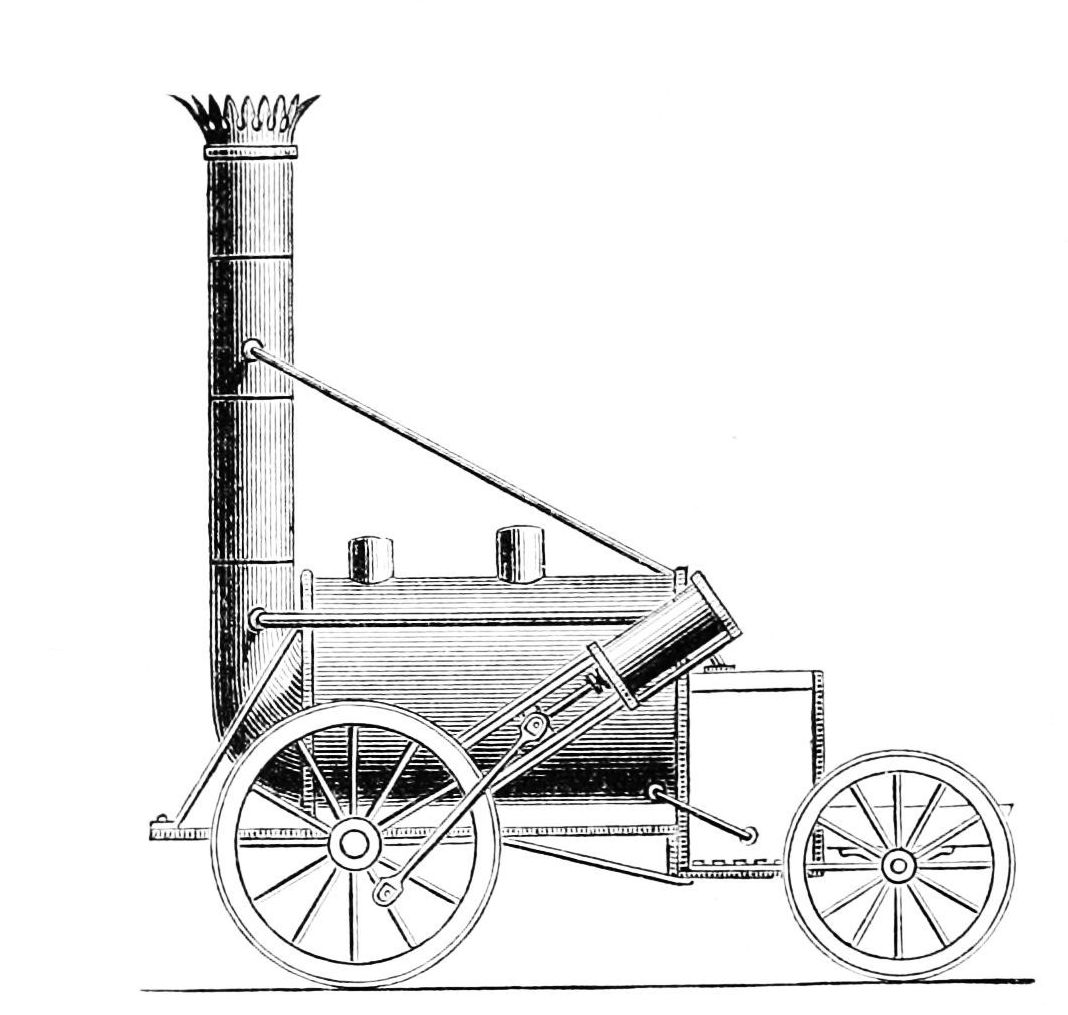
Stephensonova lokomotiva Rocket z roku 1829

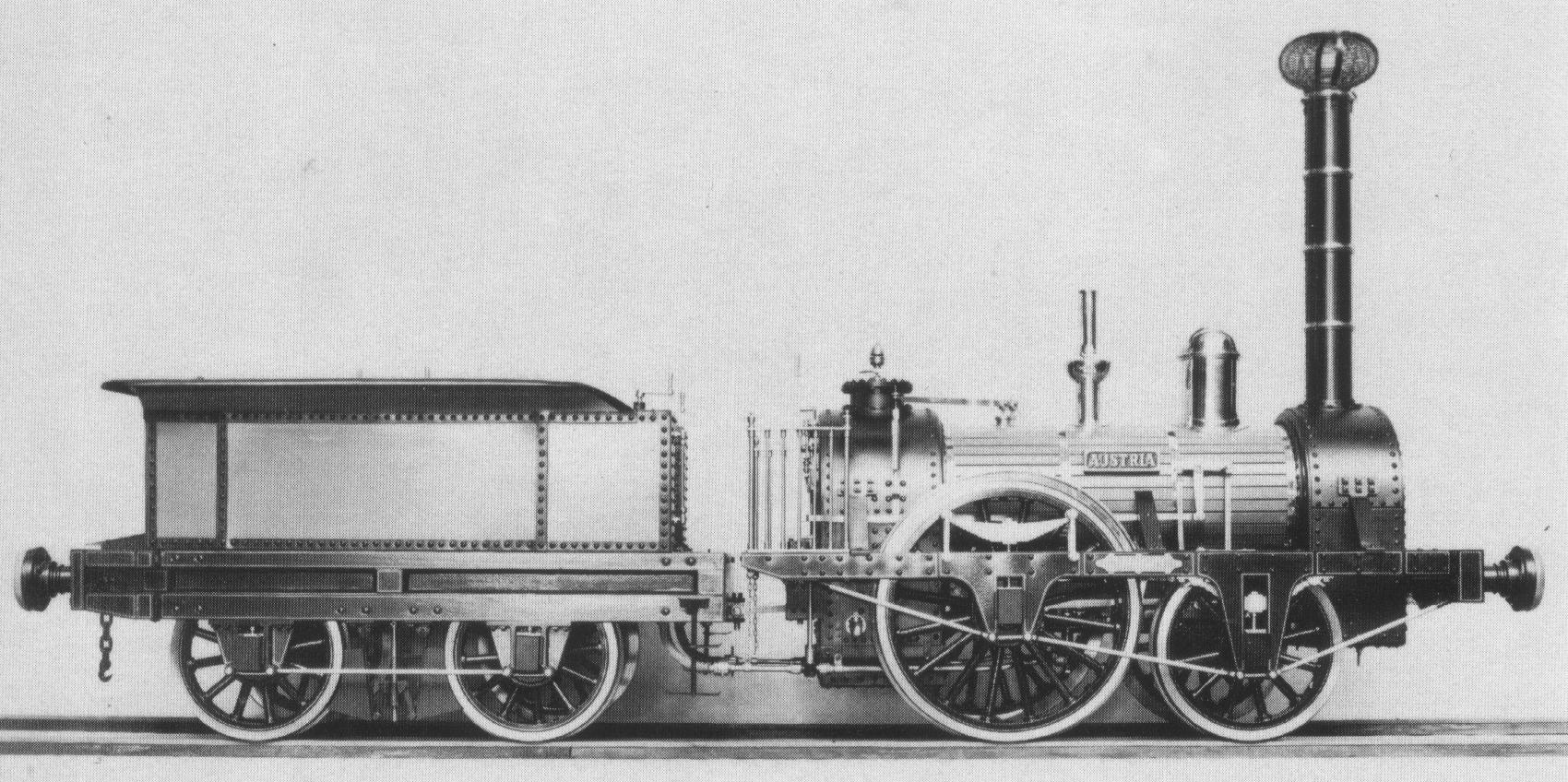
První rakouské lokomotivy Austria a Moravia, která roku 1841 poprvé přijela na území dnešní ČR

### Podle druhu pohonu (trakce)
- Dieselové, poháněné naftovým motorem. Podle druhu přenosu síly na kola se dále dělí na dieselmechanické, dieselhydraulické a dieselelektrické.
- Elektrické, poháněné elektromotorem nebo elektromotory. Podle druhu elektrického proudu se dále dělí na stejnosměrné, střídavé a vícesystémové.
- Parní, poháněné pístovým parním strojem a tlakovou parou. Podle uspořádání válců se dělí na jednočinné a dvojčinné, kde se pára z vysokotlakých válců vede ještě do nízkotlakých.
- Dvousilové (Diesel-elektrické, dvousilové akutrolejové apod.)[1]
- Experimentální, poháněné turbínou, vrtulí, lineárním motorem apod.

### Podle účelu

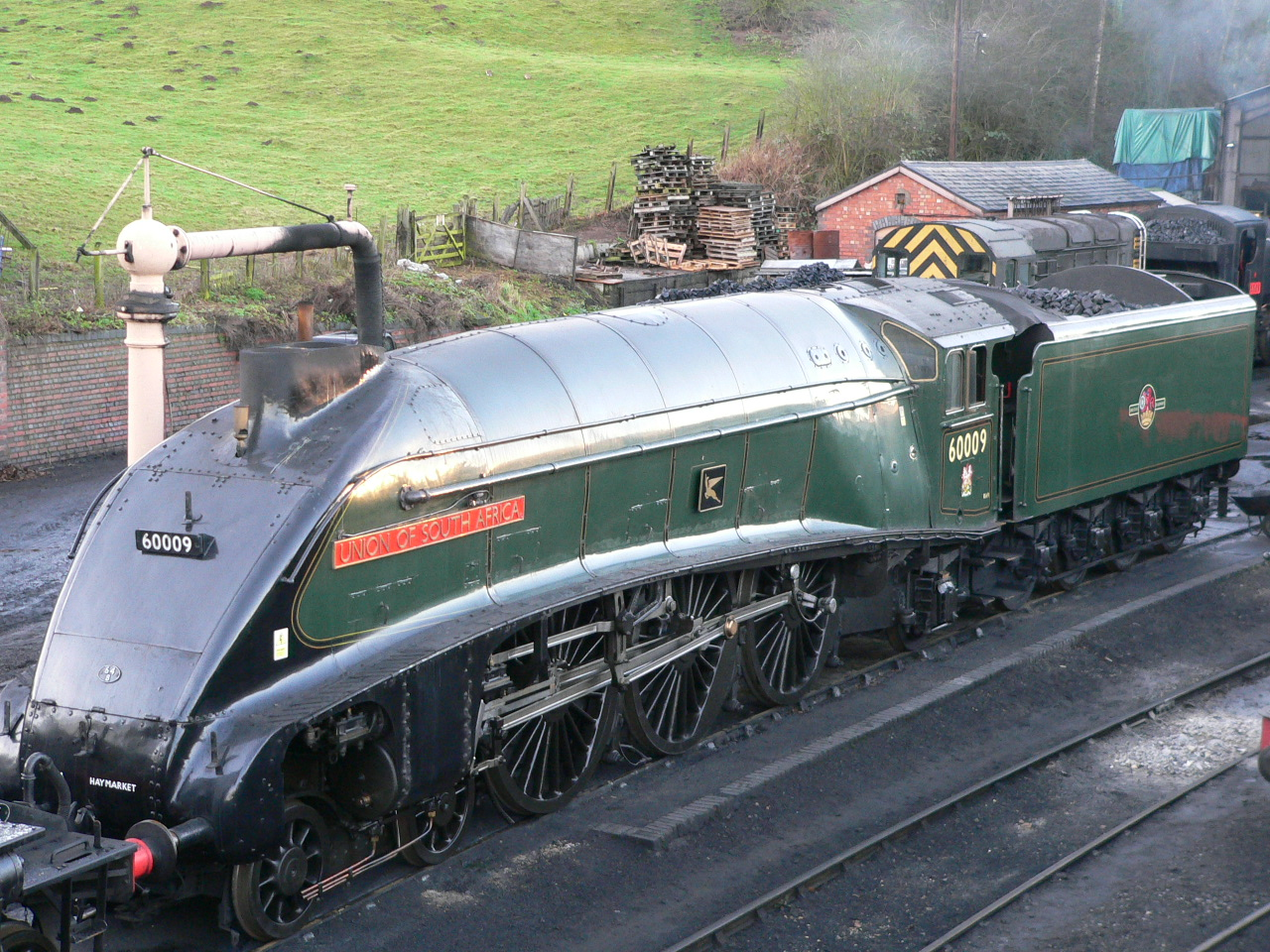
Britská parní lokomotiva třídy A4

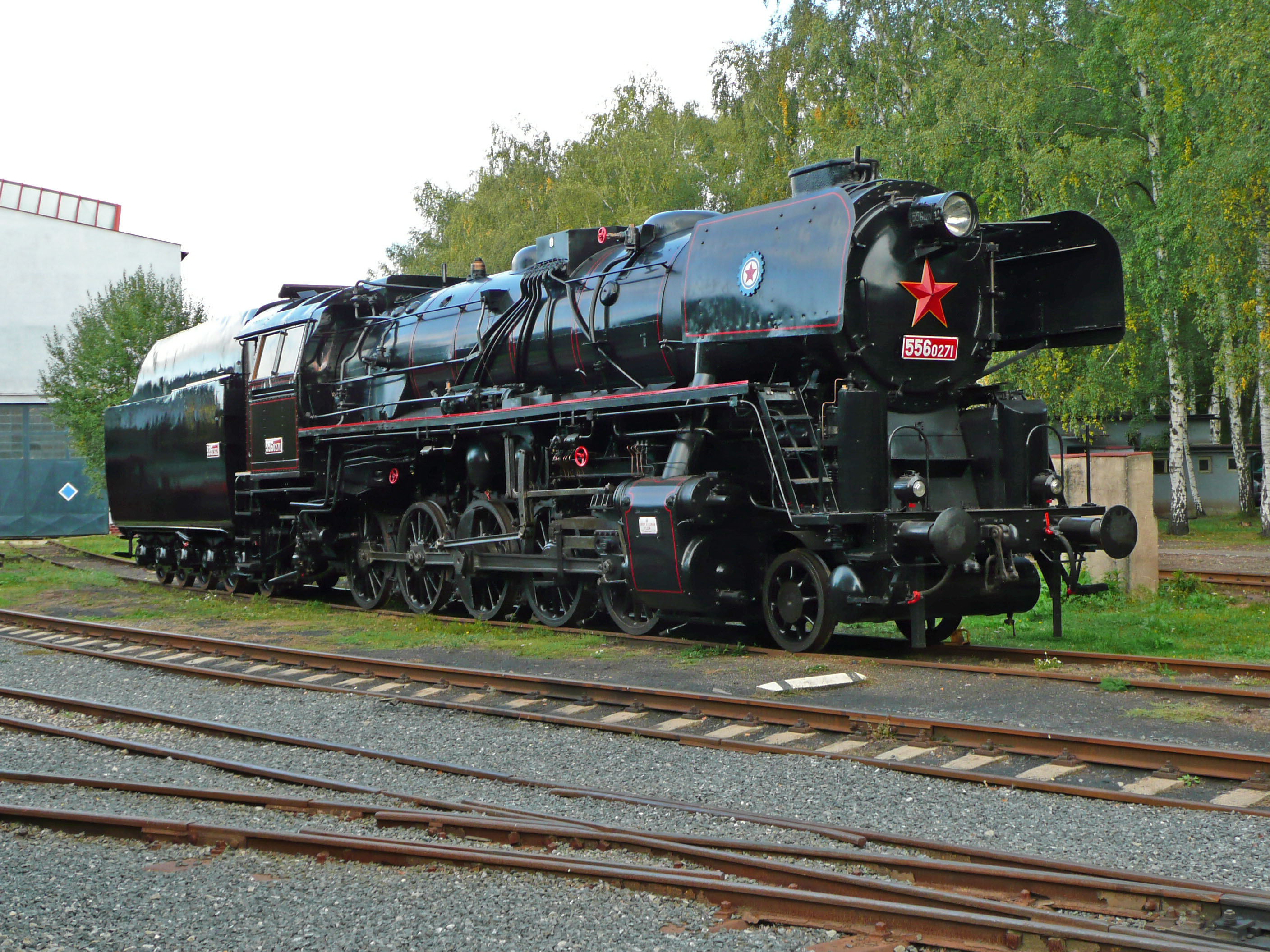
Československá lokomotiva řady 556.0

- Rychlíkové s vysokou maximální rychlostí.
- Nákladní s vysokým tahem a adhezní hmotností.
- Osobní pro místní dopravu, kde se dnes často nahrazují motorovými nebo elektrickými jednotkami..
- Univerzální pro osobní i nákladní vlaky.
- Posunovací s nízkou maximální rychlostí a menším počtem hnacích náprav.
- Důlní pro dopravu v dolech s malým rozchodem a sníženým nebezpečím výbuchu, například na pohon stlačeným vzduchem.
- Ostatní (speciální a experimentální)

### Značení lokomotiv
Některé charakteristiky lokomotiv vyjadřuje přímo značení lokomotiv, o označování různých typů lokomotivního podvozku viz uspořádání pojezdu.

## Historie

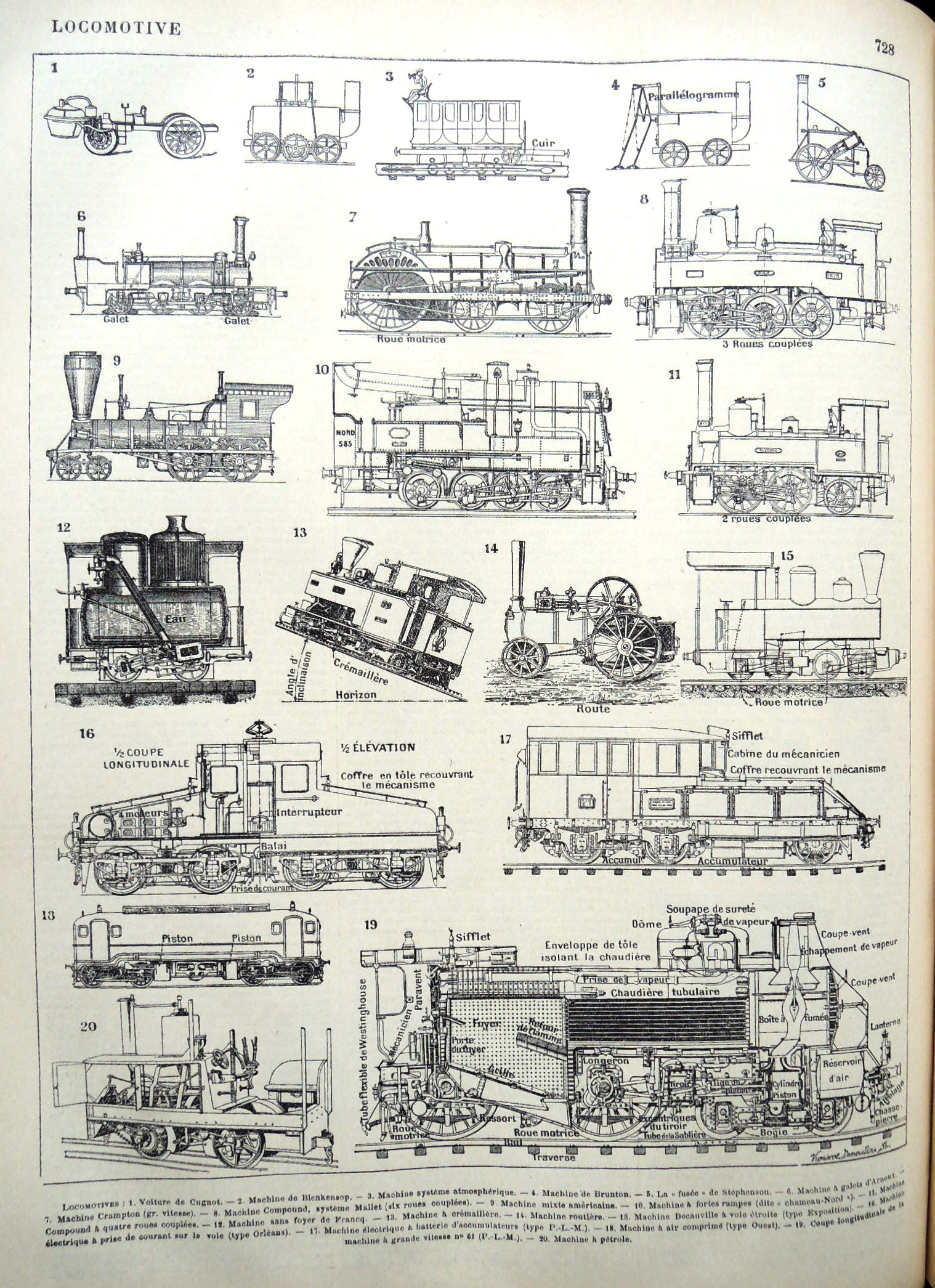
Lokomotivy 19. století

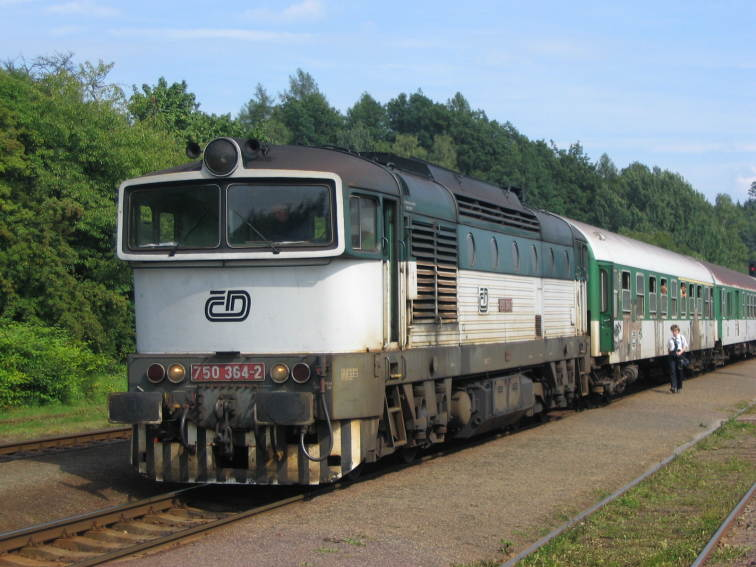
Dieselová lokomotiva ČKD řady 750

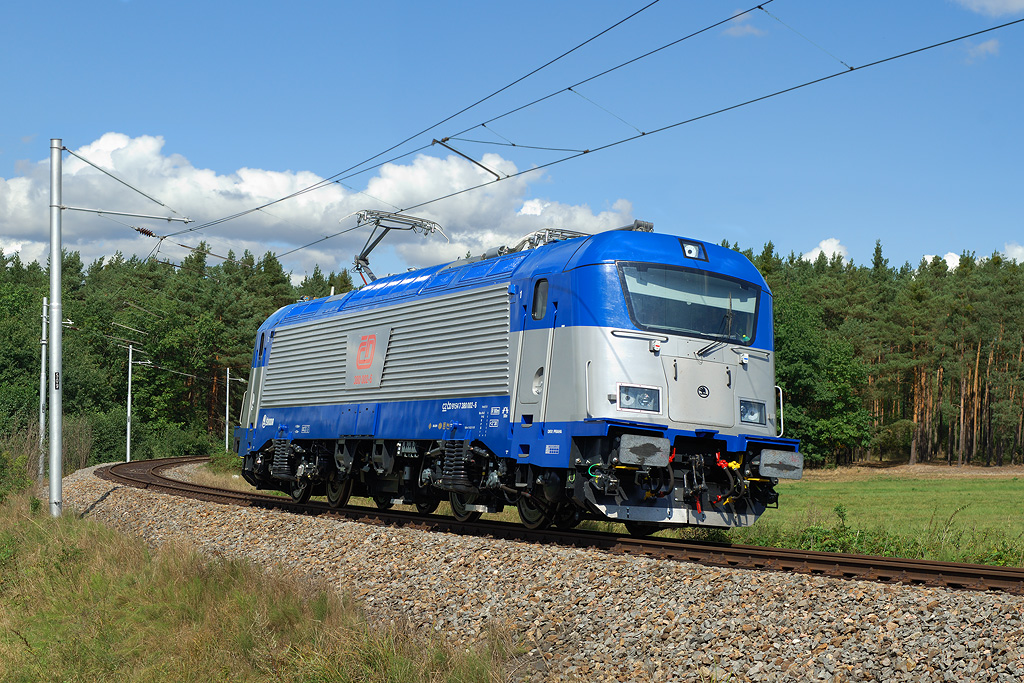
Lokomotiva Škoda řady 380

Železnice jako první rychlý a dostupný prostředek hromadné dopravy lidí i nákladů se významně podílela na průmyslové revoluci a změnila celou společnost. Lokomotiva představovala vrchol strojírenské technologie a nejnápadnější stroj, s jakým se lidé běžně setkávali – proto se jí lidově říká „mašina“ (z angl. machine a něm. Maschine). První funkční parní lokomotivu postavil Richard Trevithick roku 1804 pro dopravu v anglických ocelárnách, lokomotivu pro první veřejnou trať Stockton – Dalington postavil George Stephenson roku 1825. Když roku 1829 vyhrál s lokomotivou Rocket konkurz na dodávku lokomotiv pro trať mezi Liverpoolem a Manchesterem, stal se dodavatelem i pro jiné železnice. Na evropském kontinentu začal pravidelný provoz parních lokomotiv v Belgii, v Německu a ve Francii v roce 1835, první rakouské lokomotivy Austria a Moravia dodal Stephenson roku 1837 a jezdily na Severní dráze z Vídně do Brna. Dalších sto let rozvoje železnic bylo ve znamení parních lokomotiv. Roku 1900 byla postavena první česká lokomotiva v První Českomoravské továrně (později ČKD). Roku 1938 ustavila britská lokomotiva A4 Mallard rychlostní rekord 203 km/h. Od 60. let 20. století a od 70. let v Evropě parní lokomotivy ustupují dieselovým a elektrickým, dodnes jich však tisíce jezdí v Číně a v dalších zemích.
První dieselové lokomotivy vznikly v Německu a ve Švýcarsku počátkem 20. století, nebyly však příliš úspěšné. Rozvoj těchto lokomotiv začal až ve 30. letech v USA (dieselelektrický pohon) a v Německu (dieselhydraulický pohon). V USA dieselový pohon stále převládá, protože je ekonomičtější při nižších rychlostech a v nákladním provozu. Dieselovy lokomotivy mají oproti parním podstatně lepší energetickou účinnost, nižší provozní náklady, nepotřebují stálé doplňování vody a strojvůdce pracuje v čistém a méně hlučném prostředí. Velkou předností je to, že lokomotiva může nastartovat a vyjet, kdežto parní lokomotiva vyžaduje několikahodinovou přípravu ve výtopně.
Elektrický pohon se nejprve prosadil v městské dopravě (Werner von Siemens, Berlín 1881), zejména u podzemních drah, náklady na elektrifikaci tratí s menším provozem však byly příliš vysoké. Francouzský inženýr Heilmann od roku 1892 experimentoval s lokomotivou, kde parní stroj poháněl dynamo a to elektromotory jednotlivých hnacích náprav. První elektrifikovaná hlavní trať byla uvedena do provozu roku 1902 v severní Itálii, celé zařízení dodala maďarská firma Ganz. Velký rozvoj elektrického pohonu nastal v Evropě po druhé světové válce, včetně velmi rychlých souprav. Držitelem světového rekordu pro vlaky na kolech je francouzský TGV, který v běžném provozu dosahuje „jen“ 320 km/h, ale roku 2007 dosáhl upravený kus rychlosti 574,8 km/h.
Nejrychlejší sériově vyráběnou lokomotivou na světě je německá lokomotiva Siemens ES64U4, vyrobená společností Siemens pro rakouské železnice, která roku 2006 dosáhla při zvláštní rekordní jízdě rychlosti 357 km/h. Podle evropských norem ale lokomotiva nemůže na veřejných tratích pravidelně jezdit rychlostí vyšší než 250 km/h.